# Big Funnelman
Big Funnelman (Nederlands: grote trechterman) is een beeld van Atelier Van Lieshout (AVL). De autonome sculptuur van AVL bevindt zich sinds 2004 op een getrapt terras aan de A27 langs de afslag Breda. Big Funnelman is in opdracht van de gemeente Breda ontworpen en gemaakt door Atelier Van Lieshout uit Rotterdam.
Een rode mensachtige figuur ligt op zijn rug met een enorme oranje trechter in zijn mond. De armen liggen gespreid naast het lichaam. De gestileerde figuur ligt er slapjes en schijnbaar willoos bij. Het kunstwerk is gemaakt van polyester.
Big Funnelman maakt deel uit van een grotere serie beelden van Atelier Van Lieshout, die bestaat uit vele verschillende AVL mannetjes, allemaal gemaakt van kleurrijk polyester. Naast schematische menselijke figuren in allerlei houdingen maakte Atelier Van Lieshout ook beelden van menselijke organen zoals hart, hersenen, lever en voortplantingsorganen.